# Crateromys schadenbergi
Espèce
Statut de conservation UICN

ENB1ab(i,ii,iii) : En danger
Crateromys schadenbergi est une espèce de rongeurs de la sous-famille des Murinés. Elle est endémique des Philippines.

## Description
Ce rongeur possède un corps allongé, un museau mince ainsi qu’une longue queue touffue. Sa tête possède de petits yeux et de petites oreilles.
Les mains et les pieds ont chacun cinq doigts. Le pouce possède un ongle aplati, les doigts et les orteils restants ont des griffes puissantes mais minces avec une légère touffe de poils à la base de chaque griffe.
La longueur de la tête et du corps varie allant de 325 à 394 mm et de 355 à 475 mm pour la longueur de la queue. La coloration du pelage varie du brun foncé au noir sur le haut du corps, gris foncé sur les côtés et gris plus clair sur le bas du corps. Néanmoins, certains individus peuvent avoir une fourrure blanche ou brunâtre sur la partie antérieure du corps ainsi que des parties inférieures complètement blanches. La fourrure est très dense, le sous-poil épais et les poils de garde sont ondulés ou droits. 